# Douglas Alexander
Douglas Garven Alexander (ur. 26 października 1967 w Glasgow) – brytyjski politolog, historyk, prawnik i polityk. Członek Partii Pracy. Były brytyjski minister ds. rozwoju międzynarodowego i koordynator kampanii wyborczej Partii Pracy wyborami parlamentarnymi w 2010 r. Poseł do Izby Gmin w latach 1997–2015 i ponownie od 2024.

## Życiorys

### Wykształcenie i młodość
Jest synem lekarza Douglasa N. Alexandra. Większość dzieciństwa spędził w Bishopton w hrabstwie Renfrewshire. Naukę rozpoczynał w Park Mains High School w pobliskim Erskine. Tam w 1982 r., jako 15-letni uczeń, wstąpił do Partii Pracy. W 1984 r. uzyskał stypendium i rozpoczął naukę w prestiżowym Lester B. Pearson College w Victorii. Uzyskał tam International Baccalaureate Diploma. Następnie powrócił do Szkocji i rozpoczął studia historyczne i polityczne na uniwersytecie w Edynburgu, a następnie na uniwersytecie stanowym Pensylwanii. Podczas pobytu w USA pracował dla Partii Demokratycznej, biorąc udział m.in. w nieudanej kampanii prezydenckiej Michaela Dukakisa w 1988 r. Po powrocie do kraju został autorem przemówień ówczesnego ministra przemysłu i handlu w gabinecie cieni, a dziś brytyjskiego premiera, Gordona Browna. Później postanowił wrócić na uczelnię, aby podjąć studia prawnicze.

### Kariera polityczna

#### Początki kariery parlamentarnej
W 1995 r. szkockie struktury Partii Pracy wysunęły go jako kandydata w spowodowanych śmiercią jednego z członków Izby Gmin wyborach uzupełniających w okręgu Perth and Kinross. Przegrał wprawdzie z kandydatką SNP Roseanną Cunningham, ale za jego sukces poczytano zepchnięcie na trzecią lokatę przedstawiciela torysów. Zwróciło to na niego uwagę lidera laburzystów, Tony’ego Blaira. W wyborach powszechnych w maju 1997 r. Alexander wystartował z okręgu Perth, ale ponownie przegrał z Roseanną Cunningham. W listopadzie tego samego roku samobójstwo popełnił laburzystowski deputowany Gordon McMaster, wybrany w okręgu Paisley South, który znajdował się w tym samym hrabstwie gdzie Alexander dorastał. Partia uznała go za naturalnego kandydata do kolejnych wyborów uzupełniających. Tym sposobem, za trzecią próbą, dostał się wreszcie do parlamentu.

#### W rządzie Blaira
W 2001 r. był szefem bardzo udanej kampanii wyborczej, która przyniosła Blairowi reelekcję. Niejako w nagrodę został wiceministrem odpowiedzialnym za sprawy konkurencyjności i handlu elektronicznego, najpierw w resorcie handlu i przemysłu, a potem w urzędzie gabinetu. W czerwcu 2003 r. otrzymał prestiżową, lecz głównie tytularną funkcję Kanclerza Księstwa Lancaster. Nieoficjalnie mówiono, że jego rzeczywistym zajęciem miała być praca nad strategią wyborczą partii. We wrześniu 2004 r. wrócił do zajmowania się kwestiami handlu jako wiceminister w resorcie handlu, a także spraw zagranicznych.
Po wyborach z 2005 r., w których wystartował w okręgu Paisley and Renfrewshire South, został wiceministrem spraw zagranicznych ds. europejskich (w tej roli odwiedzał m.in. Polskę). Choć nie był członkiem gabinetu, otrzymał od premiera przywilej stałego uczestniczenia w jego posiedzeniach. W maju 2006 r. został ministrem transportu i, równocześnie, ministrem ds. Szkocji.

#### W rządzie Browna
24 czerwca 2007 r. nowy lider Partii Pracy, Gordon Brown, zapowiedział mianowanie go szefem kampanii tej partii przed kolejnymi wyborami. Cztery dni później, już jako premier, mianował go ministrem ds. rozwoju międzynarodowego, co uczyniło Alexandra osobą odpowiedzialną za pomoc rozwojową udzielaną przez Wielką Brytanię innym krajom. Alexander pozostał na tym stanowisku do przegranych wyborów w 2010 r.

#### W opozycji
Wszedł w skład gabinetu cieni Eda Milibanda. Początkowo pełnił w nim funkcję ministra pracy i emerytur (2010–2011), a następnie ministra spraw zagranicznych (2011–2015). Alexander był posłem do wyborów w 2015 roku, kiedy to pokonała go Mhairi Black, kandydatka Szkockiej Partii Narodowej, która została najmłodszą członkinią Izby Gmin od 1832 roku.

#### Powrót do Parlamentu i rząd Starmera
Z powodzeniem kandydował do Izby Gmin w wyborach w 2024. Uzyskał wówczas mandat z okręgu Lothian East. 6 lipca 2024 został powołany na stanowisko ministra stanu (wiceministra) ds. polityki handlowej i bezpieczeństwa gospodarczego w Ministerstwie Biznesu i Handlu.

### Życie prywatne
Ożenił się z Jacqueline Christian, ma dwoje dzieci (syna i córkę). Jego ojciec został prominentnym szkockim duchownym, a siostra członkinią Szkockiego Parlamentu.